# Даниеле Бонера
Даниеле Бонера (на италиански: Daniele Bonera) е италиански футболист, играещ като централен защитник или десен бек. Играе за испанския Виляреал.

## Клубна кариера

### Парма
Бонера премина в Парма през юли 2002. През първия си сезон (2002/03) той изигра 32 мач и вкара 1 гол. През следващите си три сезона с Парма Бонера изигра 98 мача, от които 82 в Серия А, след което се присъедини към Милан за сумата то €3,3 млн. евро. 

### Милан
Бонера преминава от Бреша в Милан на 28 юли 2006 година. Милан го купуват за необявена сума като заместник на Яп Стам. 

## С националния отбор
Даниеле Бонера дебютира за националния отбор по футбол на Италия в приятелски мач срещу Мароко на 5 септември 2001 година.
Бонера е викнат в националния отбор на Италия за световното първенство в Германия през 2006 година като резерва вместо контузения Джанлука Дзамброта, но Дзамброта влиза в състава и така Бонера пропуска първенството. 

## Титли
Даниеле Бонера е световен клубен шампион с Милан през 2008 година. Спечелва Шампионската лига и Суперкупата на УЕФА през 2007 година. 
- 2007 година: Шампионска лига на УЕФА 2006/07 с Милан
- 2008 година: Суперкупа на УЕФА с Милан
- 2008 година: Световното клубно първенство на ФИФА с Милан